# A Beautiful Time
A Beautiful Time är ett musikalbum av Willie Nelson utgivet på skivbolag Legacy Recordings. Albumet som är Nelsons sjuttioandra studioalbum utgavs den 29 april 2022, vilket också var samma dag Nelson fyllde 89 år. Albumet innehåller flera nyskrivna låtar, många av Nelson tillsammans med producenten Buddy Cannon, men även covers av bland andra Leonard Cohen och The Beatles. 
Albumet tilldelades en Grammy för årets countryalbum. Albumet fick ett positivt mottagande, med ett snittbetyg på 84/100 på den sammanställande betygssidan Metacritic. Robert Christgau rankade skivan som 2022 års fjärde bästa.

## Låtlista
(upphovsman inom parentes)
1. "I’ll Love You Till the Day I Die" (Chris Stapleton/Rodney Crowell) - 4:11
2. "My Heart Was a Dancer (Willie Nelson/Buddy Cannon) - 3:11
3. "Energy Follows Thought" (Nelson/Cannon) - 3:18
4. "Dreamin' Again" Jack Wesley RouthDouglas Graham - 3:57
5. "I Don't Go to Funerals" (Nelson/Cannon) - 2:27
6. "A Beautiful Time" (Shawn Camp) - 4:57
7. "We’re Not Happy (Till You’re Not Happy)" (CampCharles R. Humphrey III) - 3:17
8. "Dusty Bottles" (Jim “Moose” Brown/Scotty Emerick/Don Sampson) - 3:31
9. "Me and My Partner" (Ken Lambert) - 2:12
10. "Tower of Song" (Leonard Cohen) - 5:00
11. "Live Every Day" (Nelson/Cannon) - 3:12
12. "Don't Touch Me There"	(Nelson/Cannon) - 2:38
13. "With a Little Help from My Friends" (John Lennon/Paul McCartney) - 3:43
14. "Leave You With a Smile" (Cannon/Bobby Terry/Matt Rossi) - 3:42